# L’Albagés
L’Albagés ist eine katalanische Gemeinde in der Provinz Lleida im Nordosten Spaniens mit 344 Einwohnern (Stand: 2024). Sie ist Teil der Comarca Garrigues.

## Geographische Lage
L’Albagés liegt etwa 21 Kilometer südsüdöstlich von Lleida in einer Höhe von 370 m. 

## Bevölkerungsentwicklung
| Jahr      | 1970 | 1981 | 1991 | 2001 | 2011 | 2021 |
| Einwohner | 584  | 586  | 557  | 502  | 449  | 357  |

## Sehenswürdigkeiten
- Burganlage von L’Albagés
- Johannes-der-Täufer-Kirche

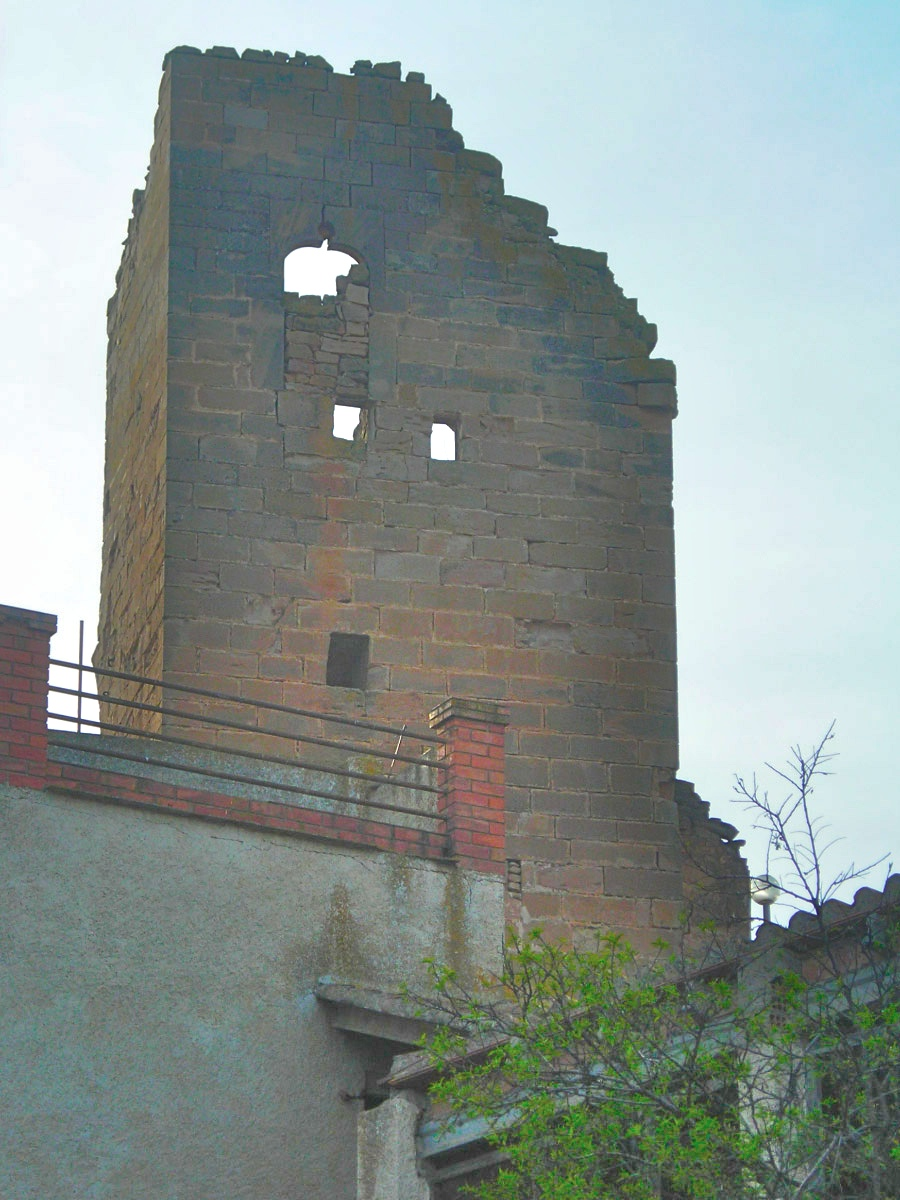
Burgruine von L’Albagés
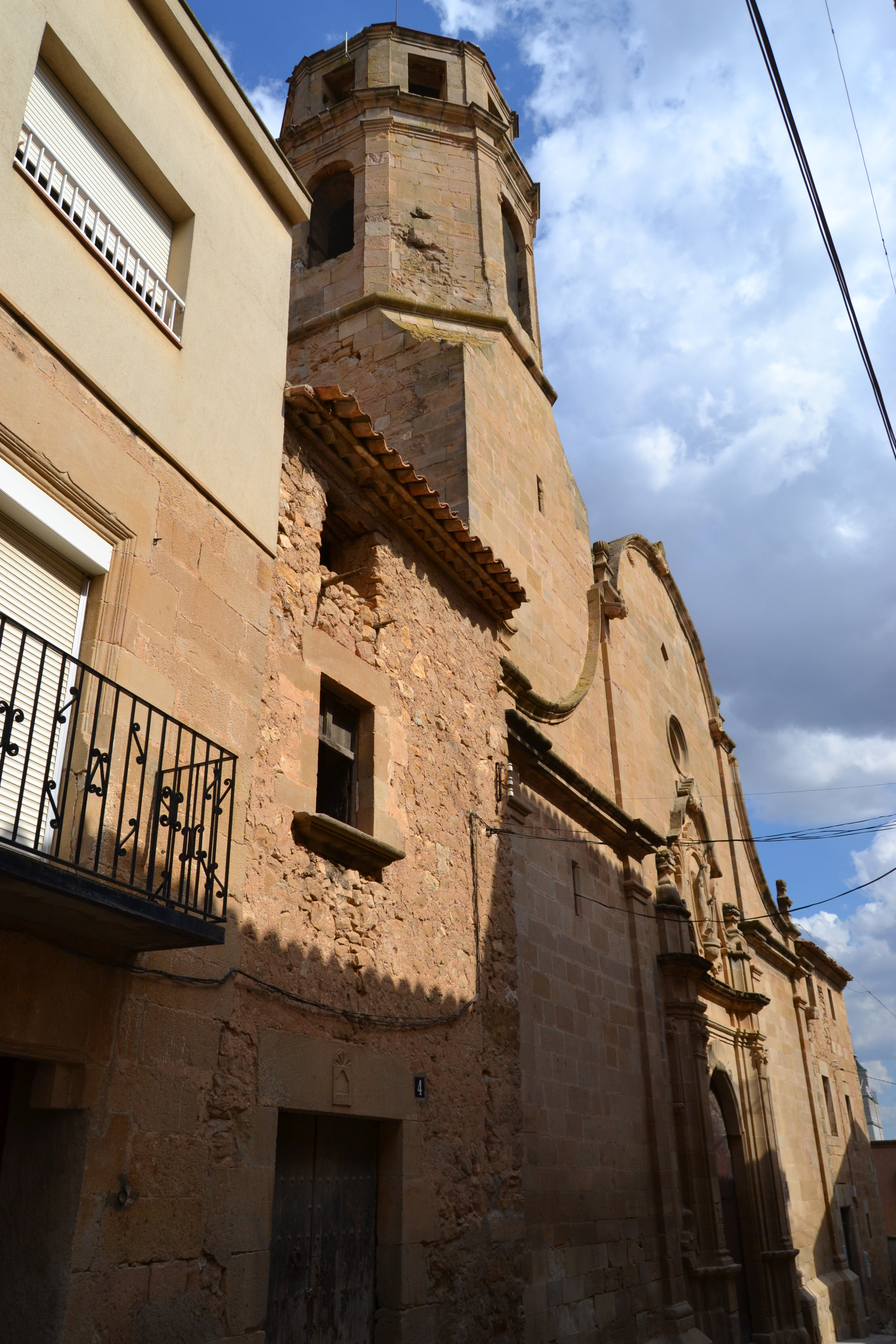
Johannes-der-Täufer-Kirche